# Organisation der Volksfedajin-Guerilla Iran

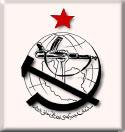
Emblem der Organisation der Volksfedajin-Guerilla

Die marxistisch-leninistische Organisation der Volksfedajin-Guerilla Iran (persisch سازمان چريکهای فدايي خلق ايران Sazaman-e Tscherikha-ye Feda'i Chalq-e Iran, OIPFG) wurde 1971 mit dem Ziel gegründet, Mohammad Reza Schah zu stürzen. Nach dem Sturz des Schahs im Januar 1979 und der dann folgenden Islamischen Revolution kämpfte die OIPFG gegen die neu gegründete Islamische Republik Iran.

## Entstehungsgeschichte
Die OIPFG bildete sich als Zusammenschluss zweier kleiner Gruppierungen der Jazani-Zarifi-Gruppe und der Ahmadzadeh-Puyan-Meftahi-Gruppe. Die Mitglieder der Jazani-Zarifi-Gruppe waren meist ehemalige Mitglieder der Jugendorganisation der Tudeh-Partei, während die Mitglieder der Ahmadzadeh-Puyan-Meftahi-Gruppe ehemalige Mitglieder der Nationalen Front und der ihr angeschlossenen Organisationen waren.
Das erste Treffen zwischen Mitgliedern der beiden Gruppierungen wurde 1963 von Bijan Jazani organisiert. 1966 waren sich die beiden Führer der Gruppierungen Hassan Zia-Zarifi und Jazani darin einig, dass der weitreichende Einfluss der Vereinigten Staaten im Iran mit friedlichen Demonstrationen nicht eingedämmt werden könnte, und dass der bewaffnete Kampf der einzige Weg sei, den Iran „zu befreien“.

## Terroristische Aktivitäten
Am 8. Februar 1971 (19. Bahman 1349) griffen neun Mitglieder der beiden Gruppen einen Polizeiposten im kleinen Dorf Siahkal in der Provinz Gilan in Nordiran an. Ziel der Aktion war es, zuvor verhaftete Mitglieder der Gruppe gewaltsam zu befreien. Dieser Angriff wird allgemein als Beginn des aktiven Guerillakampfes im Iran bezeichnet. Bei der Aktion kamen drei Polizeibeamte zu Tode; es wurden sieben Angreifer getötet und zwölf verwundet. Nachdem dreizehn Mitglieder der Gruppe verhaftet, zum Tode verurteilt und hingerichtet worden waren, beschlossen die beiden Gruppierungen, die Organisation der Volksfedajin-Guerilla Iran (OIFPG) unter der Führung von Hamid Aschraf zu gründen. Generalmajor Zia Farsiu, der die Todesurteile unterschrieben hatte, sollte am 7. April 1971 eines ihrer ersten Opfer werden. Mitglieder der OIPFG lauerten ihm vor seinem Haus auf und erschossen ihn. Zia Farsiu und sein Fahrer waren auf der Stelle tot. Sein Sohn wurde schwer verletzt. Drei Tage vor dem Attentat hatten sie das Polizeirevier von Gholhak, einem Stadtteil von Teheran, angegriffen und den Wachposten erschossen.
In den folgenden Jahren kam es zum bewaffneten Kampf zwischen den Mitgliedern der OIPFG und den Sicherheitskräften der für die innere Sicherheit zuständigen Abteilung des SAVAK. Bis 1975 hatte der SAVAK nahezu alle Führer der Guerillabewegung entweder erschossen oder verhaftet. Einzig Hamid Ashraf verstand es immer wieder, der Verhaftung durch den Geheimdienst zu entgehen. Erst 1976 gelang es, Hamid Ashraf aufzuspüren. Bei einem großangelegten Angriff auf sein Versteck wurden Ashraf und neun seiner Gefolgsleute erschossen.

## Spaltung
1979 spaltete sich die OIPFG. Ashraf Dehghani verließ die OIPFG und gründete die Volksfedajin-Guerilla Iran (IPFG). Sie warf der Führung der OIPFG vor, den bewaffneten Kampf aufzugeben und nur noch als rein politische Organisation zu arbeiten. Nach der Islamischen Revolution eröffnete die OIPFG Büros in allen größeren Städten des Irans, um sich an den Parlamentswahlen zu beteiligen. Die OIPFG erhielt 10 % der Wählerstimmen. Nach der Wahl kam es zu heftigen politischen Diskussionen, die zu einem Auseinanderbrechen der OIPFG führten. Die Mehrheit stimmte darin überein, dass die Islamische Republik ein anti-imperialistischer Staat sei und man deswegen den bewaffneten Kampf beenden müsse. Dieser Zweig der OIPFG gründete 1980 die Organisation der Volksfedajin Iran (Mehrheit) (OVFI(M)), während die restlichen Mitglieder der OIPFG die Organisation der Fedajin (Minderheit) gründeten.

## Führende Mitglieder

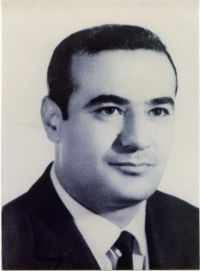
Bijan Jazani
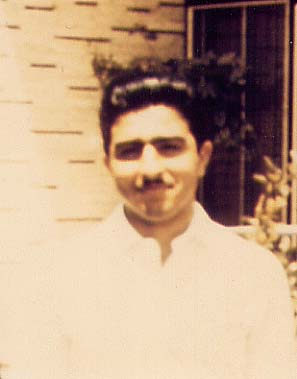
Hamid Ashraf

## Prominente Opfer

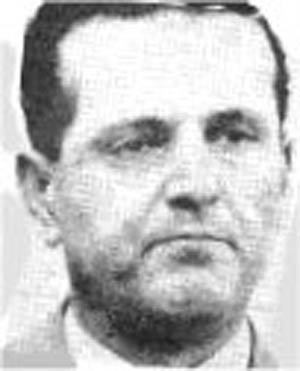
Generalmajor Zia Farsiu, ermordet am 7. April 1971